# Мечеть Амра ибн аль-Аса
Мечеть Амра ибн аль-Аса (араб. جامع عمرو بن العاص‎) или Мечеть Амр, была первоначально выстроена в 642 году как культовый центр первой арабской столицы Египта — города Фустат (Старый Каир). Это была первая мечеть не только в Египте, но и во всей Африке.

## История
Местоположением мечети стало то место, на котором стояла палатка Амра ибн аль-Аса, командующего арабской армии, присоединившего Египет к Халифату. В одном углу мечети находится могила его сына, Абдуллы. Из-за обширной реконструкции за прошедшие столетия, от оригинального здания ничего не осталось, но восстановленная мечеть — видный ориентир, и может быть замечена в том месте, которое сегодня именуется «Старый Каир». Это действующая мечеть, но когда не проводится молитва, её двери открываются для посетителей и туристов.

## Архитектура

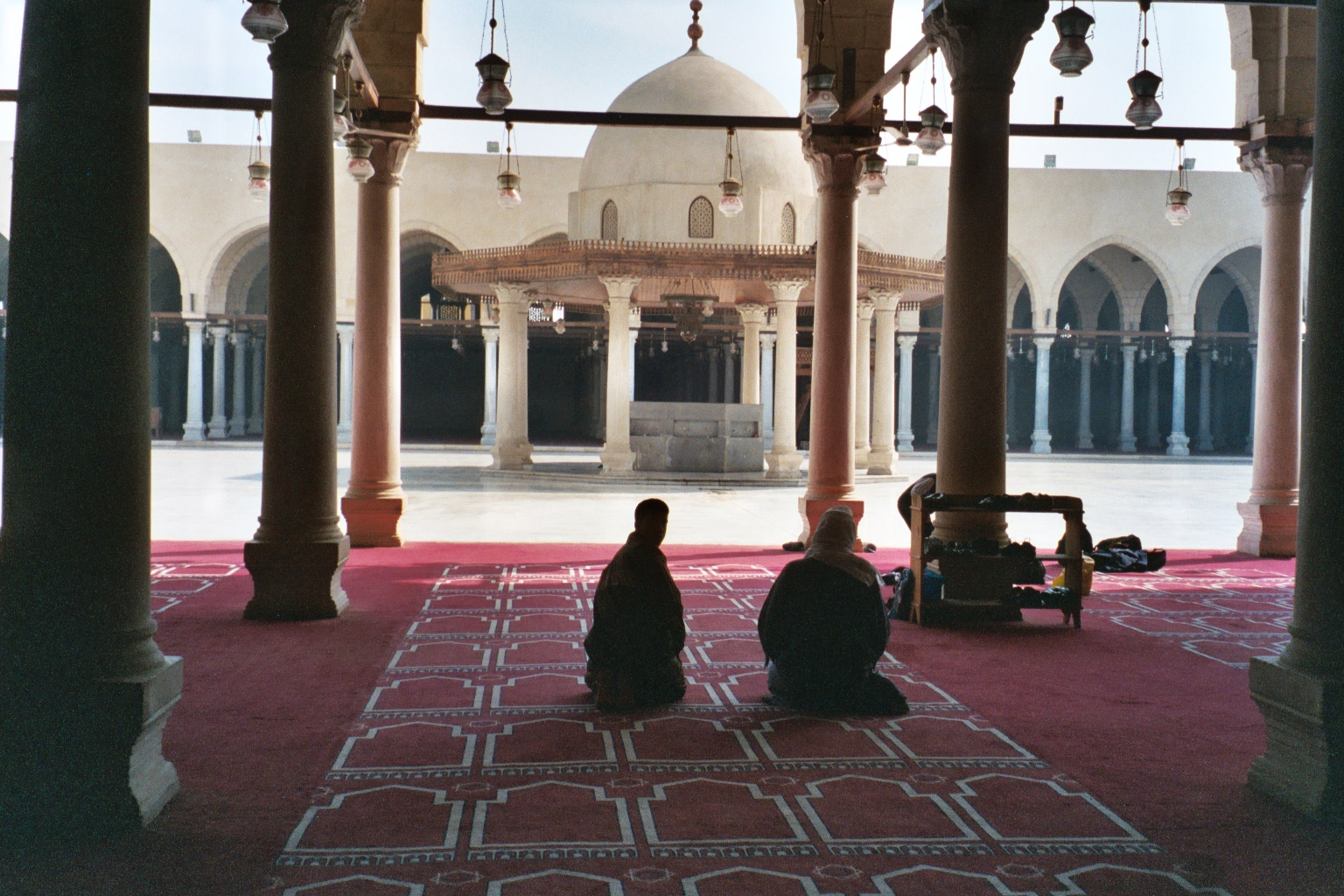
Интерьер мечети

Оригинальное расположение мечети было простым прямоугольником, 29 метров длиной, 17 метров шириной. Это был низкий навес с колоннами, сделанными из стволов пальмы, стены из камней и кирпичей из глины и грязи, крыша покрывалась листьями пальм и ветками деревьев. Пол был из гравия. Сооружение было достаточно большим, чтобы предоставить молитвенное место для армии Амра, но она не имела никаких украшений и минаретов.
Полностью восстановлена в 673 Муавием I, он добавил четыре минарета к каждому из углов мечети.
Единственная часть древней структуры мечети, которую ещё можно увидеть, это некоторые из архитравов, которые можно рассмотреть вдоль южной стены мечети. Вероятно, они были добавлены во время реконструкции в 827.

## История
В 827 году у неё было семь новых проходов, построенных параллельно стене кибла. У каждого прохода была галерея колонн, с последней колонной в каждом ряду, приложенной к стене посредством деревянного архитрава, вырезанного с бордюром.
В 9-м столетии мечеть была расширена Халифом Аль-Мамуном, который добавил новое строение на юго-западной стороне, увеличив площадь мечети до 120 м x 112 м.
В 1169 город Фустат и мечеть были разрушены пожаром, который устроил визирь Египта — Шавар. Он приказал это сделать, чтобы город не достался крестоносцам. После того крестоносцы были вытеснены и область была завоевана армией Нур аль-Дани, Саладин пришел к власти и восстановил мечеть в 1179.
В 18-м столетии один из лидеров мамлюков, Мурад Бей, разрушил мечеть и восстановил её в 1796, перед прибытием французской Экспедиции Наполеона в Египет. Мурад сократил число рядов колонн от семи до шести, и изменил ориентацию проходов, чтобы сделать их перпендикулярно стене-кибла. Также, вероятно в это время, построили и минареты.
В 1875, мечеть была снова восстановлена Мухаммедом Али Египетским.
В 20-м столетии, во время господства Аббас II Хильми, мечеть подверглась новому восстановлению. Части входа были восстановлены в 1980-х.
В июле 2015 года египетские власти отстранили от должности имама мечети шейха Мухаммада Джибриля. Причиной стала молитва, прочитанная шейхом в Ночь предопределения в ходе таравих-намаза.